# W. E. D. Ross
William Edward Daniel Ross, född 16 november 1912 i Saint John, New Brunswick, Kanada, död 1 november 1995 på samma plats, var en kanadensisk författare som skrev under egna namnet W. E. D. Ross och Dan Ross, samt under de kvinnliga pseudonymerna Jane Rossiter, Leslie Ames, Ellen Randolph, Ann Gilmer, Rose Williams, Rose Dana, Amber Ross, Clarissa Ross, Dana Ross, Diana Ross, Marilyn Ross, Jan Daniels, Charlotte McCormack, Ruth Dorset, Miriam Leslie, Laura Frances Brooks, Lydia Colby, Diana Randall och Marilyn Carter. Dessutom skrev han erotiska romaner som Olin Ross och western-romaner som Dan Roberts och Tex Steele.

## Biografi
W. E. D. Ross var son till William Edward Ross och dennes hustru Laura, född Brooks.
1934 flyttade Ross till USA för att studera och var ännu student när han 1939 ledde en teatergrupp. Han agerade även själv samt blev pjäsförfattare och under andra världskriget underhöll han brittiska soldater. Under 1950-talet började Ross skriva noveller. När hustrun dog 1959 flyttade Ross tillbaka till Saint John i Kanada.
1960 gifte Ross om sig med sjuksköterskan Marilyn Ann Clark. Ross började snart skriva västernromaner under pseudonymerna Dan Roberts och Tex Steele, erotisk litteratur som Olin Ross men även gotisk fiction under sina riktiga namn W. E. D. Ross och Dan Ross. Hans hustru, som skulle överleva honom, fick alltid bli först att läsa hans böcker, och Ross skulle sedan främst bli känd för åtskilliga kärleksromaner under åtskilliga kvinnliga pseudonymer.

### Som Dan Roberts
- Wyoming showdown 1961 (Lagen är lös 1970, Longhorn 23)